# 정충신
정충신(鄭忠信, 1575년 혹은 1576년 음력 12월 29일 ~ 1636년 6월 6일(음력 5월 4일))은 조선 중기의 무신이다. 본관은 하동(河東). 자는 가행(可行), 호는 만운(晩雲). 최초의 수군제독 고려의 명장 정지(鄭地)의 9대 손으로, 아버지는 광주 향청(鄕廳)의 좌수(座首:종사랑 정9품계에 해당하는 수령 보좌직) 금천군(錦川君) 정윤(鄭綸)이며, 어머니는 영천 이씨(永川李氏)로 이인조(李仁祚)의 천출 소생 딸이다.
임진왜란 때 권율 휘하에서 종군했고 만포첨사로 국경을 수비했다. 1614년(광해군 6년) 8월 27일 위성원종공신 2등(衛聖原從功臣二等)에 책록되었다. 이괄의 난 때 황주, 서울 안현에서 싸워 이겼고 정묘호란 때 부원수가 되고 조정에서 후금과 단교하려는 데 반대하여 유배되었다. 시호는 충무공(忠武公), 군호는 금남군(錦南君)이며, 고려의 명장 정지(鄭地)의 후손이다.

## 생애
1576년 전라도 광주목 향교동(卿校洞)에서 부친 정윤(鄭綸)과 전라도 나주의 노비 출신인 모친 영천 이씨 사이에서 출생하였다. 체구는 작고 단단했다 한다.
조선시대 노비의 신분 세습은‘일천즉천(一賤則賤)’으로 부모 중 한 명이 천인(賤人)인 경우 자녀는 노비로 귀속되고 있어서 이들의 면천은 매우 어려운 일이었다. 임진왜란이 일어나자 17세에 권율의 휘하에 들어가 종군하였다. 이때 그는 스스로 정탐을 자원하기도 했다. 나이는 어렸지만 민첩하고 영리하여 권율의 신임을 받았으며 적지를 정찰하고 연락책으로 활동하였다. 권율의 장계를 가지고 의주에 갔다가 이항복의 주선으로 학문을 배우게 되면서 무관의 길을 걷게되었다. 이항복이 그에게 충신이라는 이름을 지어 주었고 조선 선조 임금은 정충신을 노비에서 면천을 시켜주었다. 당시 병조판서였던 백사 이항복이 그를 불러 만나고는 이야기를 나눈 뒤, 좌씨춘추, 사기 등 여러 책을 주었다. 그는 총명함이 남달라, 한 번 보고 곧 외웠다. 이항복이 탄복하였다. 정충신은 이항복의 집에 머물면서 학업을 익혔고 그해 무과에 병과(丙科)로 급제하였다.
1602년 명나라를 다녀왔으며 점차 세력을 확장하는 여진족의 정세를 파악하는 역할을 수행했다. 1608년 조산보만호에 임명되어 무관으로 활동했고 1618년 인목대비 폐모론에 반대하였고 스승인 이항복이 북청으로 유배를 떠나자 동행했다. 이항복은 유배 당시 중풍으로 거동이 불편한 상황이었는데 유배지까지 따라와 스승을 간병하는 모습을 보였다.
1617년(광해군 9) 임진왜란 직후 덕천가강(德川家康)가 정이대장군에 오른 후 일본의 강화 교섭 요청이 심해지자 회답겸쇄환사(回答兼刷還使)의 일원으로 2차 쇄환사절단으로 정사 오윤겸(吳允謙) 외 428명의 사절단이 일본을 갔다왔다. 당시 일본 정세를 파악하기 위해 일부 무관들도 사절단에 섞여 문관으로 파견되었는데 종사관으로 동행한 이경직이 남긴 기록인 <부상록>에 따르면 당시 에도 막부의 집정대신 안도 시게노부가 "사신 일행이 모두 문관이 맞느냐?"고 물어봐서 역관 최의길이 당황하여 거짓으로 '모두 문관이 맞다'고 답하자 안도 시게노부가 정충신을 가리키며 "저 이를 내가 전장에서 알았으니, 분명 무관이 맞을 것이오"라고 해 이경직을 놀라게 했다고 기록되어있다.
1619년 명나라의 요청으로 도원수 강홍립이 출병하였으나 후금에 대패하는 일이 일어나자 여진족의 정황에 밝았던 그가 다시 등용되었다. 1614년(광해군 6년) 8월 27일 위성원종공신 2등(衛聖原從功臣二等)에 책록되었다.
1621년 만포첨사로 국경을 수비를 정비하였고, 후금에 사신으로 다녀온 후 후금의 침략에 대비하고 조선의 정치적 중립을 주장하였다. 이후 안주목사 겸 방어사가 되었을 때 1623년 인조반정이 일어났으나 직접 가담하지는 않았다. 이듬해 절친했던 이괄 장군이 난이 일으키자, 한때 의심을 받기도 하였지만 전부대장으로 나서 이괄의 난을 진압하는 데 앞장섰다. 황주와 서울 안현에서 싸워 이겨서 갈성분위출기효력진무공신(竭誠奮威出氣效力振武功臣) 1등에 책록되어 금남군에 봉해지고, 이어 평안도병마절도사 겸 영변대도호부사가 되었다.
광해군 시절부터 그가 없으면 국방 업무가 중단될 정도로 유능했으며 인조 시절에는 그를 조금만 더 중용했더라면 아쉬움을 표하던 인조에 대한 사관들의 평가가 있다. 생애동안 조선왕조실록의 기록에 따르면 천출이라는 이유로 관리들이 이괄의 난을 계속 거론하며 정충신을 한직으로 보내버렸고 더 크게 중용할 수 없는 계기가 된 것이라 하며 병을 얻어 관직에서 물러나 요양하였다가 1627년 정묘호란이 일어나자 부원수에 임명되었다. 1633년 조정에서 후금과 단교하려는 데 반대하여 청나라와 화의를 주장하여 당진에 유배되고, 후에 장연에 이배된 뒤 풀려났다. 이듬해 포도대장·경상도병마절도사를 지냈다.
1636년 3월 그가 우려한 것과 같이 조선의 조정에서는 청나라를 배척하는 주전론이 득세하여 청과 단교하는 사신을 보냈고 후일 병자호란을 촉발하는 계기가 되었다. 최종 관직은 오위도총부도총관 겸 팔도부원수(五衛都摠府都摠管兼八道副元帥)에 이르렀다.

## 사후
1636년 병이 심해지자 왕이 의관에게 명하여 치료에 진력하였으나 효험을 보지 못하고, 1636년 5월 사망하였다. 천문·지리·복서·의술 등 다방면에 해박하고, 청렴하기로도 이름이 높았다. 광주의 경렬사에 배향되었다. 문집에 《만운집》, 저서에 스승 이항복의 유배일지를 기록한《백사북천일록》, 《금남집》 등이 있다. 사후 증(贈) 숭정대부 판돈녕부사 겸 판의금부사(崇政大夫 判敦寧府事 兼 判義禁府事)에 추증되었다.
그는 무술에 뛰어났으며 천문·지리·의학·복서에도 밝았다. 광주광역시의 옛 전남도청 앞에서 유동 4거리 가는 길인 금남로가 그의 이름을 딴 것이다. 시호는 이순신·김시민처럼 충무(忠武)이다.

## 저서
- 《만운집》
- 《백사북천일록》(白沙北遷日錄)
- 《금남집》(錦南集)

## 관련 문화재
- 금남군 정충신 영정각 - 전라북도 장수군 소재 (전라북도 문화재자료 제33호)
- 정충신 사당 - 충청남도 서산시 지곡면 대요리 (진충사) 소재 (충청남도 문화재자료 제206호)
- 정충신묘 - 충남 서산시 지곡면 대요리 마힐산 소재 (충청남도 문화재자료 제210호)

## 관련 작품

### 드라마
- 《대명》 (KBS, 1981년, 배우:남성우)

## 참고 자료
- 이 문서에는 다음커뮤니케이션(현 카카오)에서 GFDL 또는 CC-SA 라이선스로 배포한 글로벌 세계대백과사전의 내용을 기초로 작성된 글이 포함되어 있습니다.